# L'ape Maia (serie animata 2012)
L'ape Maia (Maya l'abeille) è una serie animata francese, creata in computer grafica, co-prodotta dallo Studio 100 Animation e dalla casa di distribuzione iberica Planet Junior. La serie è un remake dell'omonimo anime ed è composta da 2 stagioni: la prima di 78 episodi da 11 minuti è andata in onda a partire dal 2012 (come omaggio al centenario della nascita de "L'Ape Maia") e la seconda di 52 episodi da 11 minuti è andata in onda nel 2017.
In Italia la serie è conosciuta anche come Ape Maia 3D; la prima stagione è stata trasmessa nel 2012 su Rai Due con i primi 40 episodi, mentre i rimanenti 38 sono stati trasmessi su Rai Yoyo a partire dal 25 maggio 2013. La seconda stagione è stata trasmessa dal 7 maggio 2018 su Nick Jr ed in chiaro su Rai YoYo dal 26 novembre 2018.

## Trama
Continuano le avventure di Maia insieme ai suoi amici; alcuni episodi sono inediti, mentre altri sono basati sul romanzo di Waldemar Bonsels, autore storico dei personaggi. In generale, rispetto alle precedenti che erano più propense a mostrare il mondo degli insetti con le sue meraviglie ma anche i suoi pericoli, anche talvolta in maniera cruda, questa serie è basata più che altro su problemi di natura emozionale dei protagonisti.

## Personaggi
Maia
è un'ape che vive fuori dall'alveare. È altruista ed intraprendente.
Doppiata da Antonella Baldini (italiano).
Willy
è il migliore amico di Maia ed è un fuco. Spesso si dimostra pigro e codardo.
Doppiato da Davide Garbolino (italiano).
Flip
è una cavalletta verde che dà preziosi consigli a Maia.
Doppiato da Antonio Angrisano (italiano).
Ben
è uno scarabeo stercorario che va sempre in giro con la sua adorata palla di sterco.
Doppiato da Ivan Andreani (italiano).
Max
è un lombrico che vive nel sottosuolo. Con gli estranei è timido.
Shelby
è una chiocciola che ha il vizio di lamentarsi.
Doppiato da Alan Bianchi (italiano).
Paul
è il capo delle formiche e si occupa di mantenere la pace e l'ordine nel prato.
Barry
è una mosca che indossa gli occhiali e dall'aria intelligente.
Doppiata da Patrizia Salerno (italiano).
Beatrice
è una farfalla orgogliosa delle sue ali.
Lara
è una coccinella vanitosa e avara.
Doppiata da Germana Savo (italiano).
Signorina Cassandra
Fa da maestra alle giovani api e aiuta la regina nella gestione dell'alveare.
Ape Regina
Tutte le api dipendono da lei.
Giudice Cavillo
è un ispettore che controlla il rendimento degli alveari.
Kurt
è lo zio di Ben.
Tecla
è un vecchio ragno che soffre di mal di schiena, suona il violino e odia Maia. A fine serie viene spesso sconfitta da quest'ultima e i suoi amici.
Stinger
è il capo delle vespe, ha due scagnozzi che si chiamano Deez e Doz. A fine serie viene esiliato da Maia e i suoi amici, arrabbiatissimi per le sue infide azioni insieme a Deez e Doz.

## Episodi
| Stagione         | Episodi | Prima TV Francia | Prima TV Italia |
| ---------------- | ------- | ---------------- | --------------- |
| Prima stagione   | 78      | 2012             | 2012-2013       |
| Seconda stagione | 52      | 2017             | 2018            |

## Sigla italiana
Sigla italiana iniziale e finale
"Ciao Maia", testo di Mirko Fabbreschi e Gabriele Lopez, realizzazione musicale dei Raggi Fotonici, è interpretata da Ilaria Viola e dai Raggi Fotonici.
Sigla italiana iniziale della stagione 2“Maia eccola qua”, testo di Marco Castellani, è interpretata da Maria Angelika Pastor.

## Controversie
Nel settembre 2017 la piattaforma Netflix ha rimosso l'episodio Mollusco a secco della prima stagione in seguito alla segnalazione di alcuni genitori circa la presenza di un membro maschile inserito in un fotogramma.

## Videogiochi
L'Ape Maia (2013) è un videogioco per Nintendo DS pubblicato in Italia da Koch Media Srl.